# Jean-Baptiste Évariste Charles Pricot de Sainte-Marie
Pour les articles homonymes, voir Pricot de Sainte-Marie.

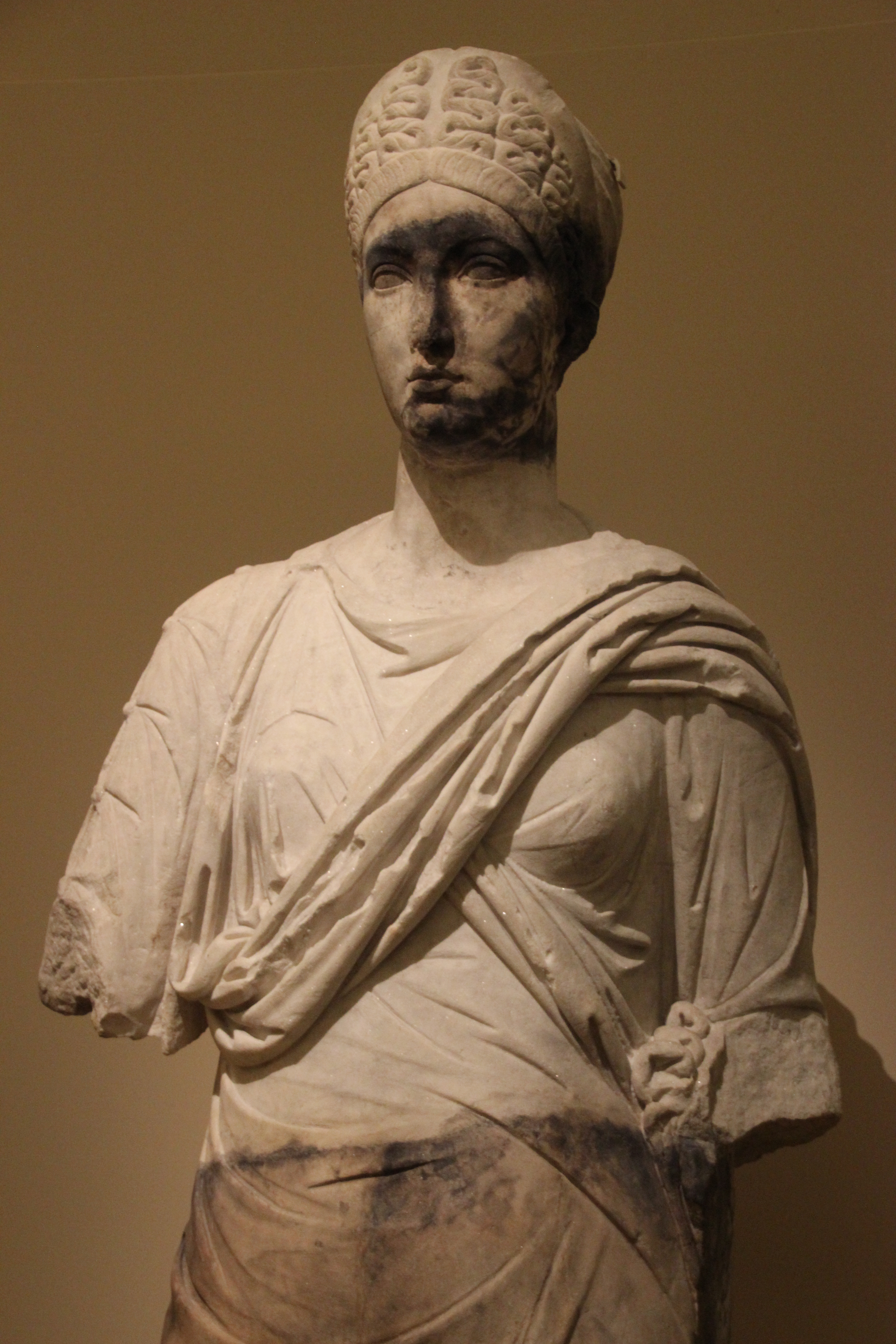
Statue de Vibia Sabina retrouvée dans l'épave du Magenta en 1995.

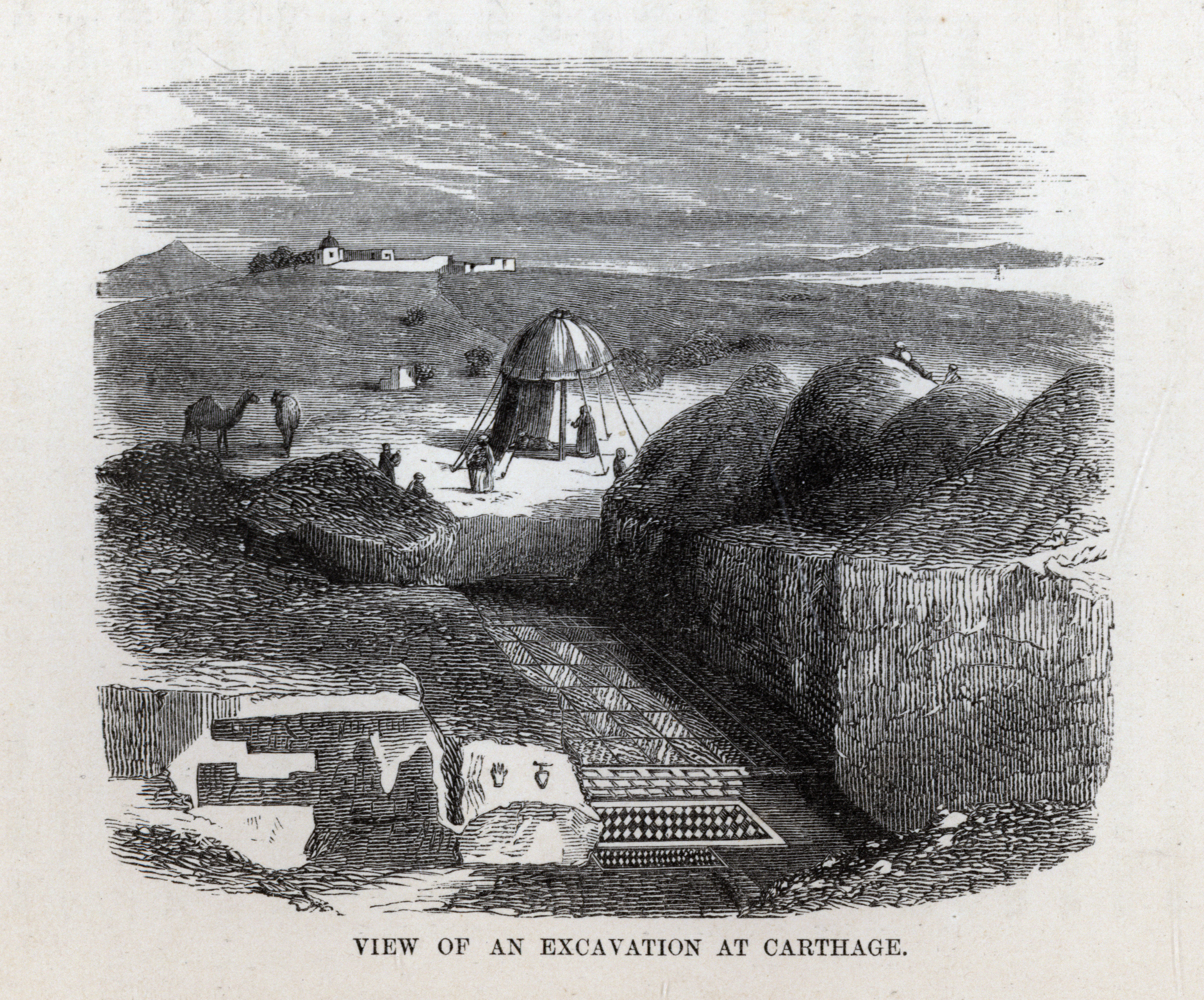
Fouilles du site archéologique de Carthage, gravure de Nathan Davis, 1861.

Jean-Baptiste Évariste Charles Pricot de Sainte-Marie, né le 12 octobre 1842 à Paris et mort le 10 février 1899 à Madrid, est un diplomate, archéologue et épigraphe français. Il est le fils de Jean-Baptiste Évariste Marie Pricot de Sainte-Marie, officier et géographe.

## Carrière diplomatique
- drogman à Tunis (1862-1865) ;
- drogman chancelier à Djeddah (1865-1866) puis à Bosna Seraï (1866) en Bosnie ;
- consul à Mostar (1870-1873) ;
- premier drogman à Tunis (1873-1876) ;
- vice-consul à Raguse (1876-1878) ;
- consul à Syros (1879) et Salonique (1889), il achève sa carrière à Santander (1889) puis, après la fermeture du consulat, est affecté comme archiviste au consulat de Madrid.

## Activité scientifique et archéologique
Pricot de Sainte-Marie contribue à la Société de géographie et envoie des relevés d'inscriptions de Bosnie à l'Académie des inscriptions et belles-lettres.
Son activité essentielle consiste en des missions d'exploration en Tunisie entre 1873 et 1876, tant sur les sites de Carthage que d'Utique. Par ses explorations, il est l'un des pionniers de l'archéologie dans la régence de Tunis.
Son nom reste attaché au site archéologique de Carthage ainsi qu'au navire Magenta, qui coule au large de Toulon en 1875 avec une partie de ses antiquités et qui fait l'objet de fouilles archéologiques sous-marines entre 1995 et 1998.

## Publications
- Les Slaves méridionaux, leur origine et leur établissement dans l'Illyrie, Paris, 1874.
- Mission à Carthage, Paris, 1884.